# شاهزاده شهر
شاهزاده شهر (انگلیسی: Prince of the City) فیلمی به کارگردانی سیدنی لومت است که در سال ۱۹۸۱ منتشر شد.

## بازیگران
- ترت ویلیامز
- جری اورباک
- لیندسی کروس
- باب بالابان
- جیمز تولکان
- لین اسمیت
- لانس هنریکسن
- سینتیا نیکسون